# Barytarbes hilarellus
Barytarbes hilarellus là một loài tò vò trong họ Ichneumonidae.